# 910 Anneliese
910 Anneliese este un asteroid din centura principală, descoperit pe 1 martie 1919, de Karl Reinmuth.